# Цепенюк, Аркадий Яковлевич
Юрий Тимофеевич Хвостунков (Пустой шаблон {{ВД-Преамбула}} ) — советский хоккеист, защитник, нападающий.

## Биография
Участник молодёжного чемпионата СССР 1957/58 в составе московских «Крыльев Советов». В первенстве СССР играл за команды «Металлург» Новокузнецк (1958/59 — 1962/63), СКА Новосибирск (1963/64 — 1965/66), «Кристалл» Электросталь (1966/67 — 1967/68).
В классе «А» провёл три сезона (1960/61 — 1962/63), сыграл 85 матчей.